# جون ريد (فارس)
جون ريد (بالإنجليزية: John Reid)‏ هو فارس بريطاني، ولد في 6 أغسطس 1955.